# Sporobolus amaliae
Sporobolus amaliae là một loài thực vật có hoa trong họ Hòa thảo. Loài này được Veldkamp miêu tả khoa học đầu tiên năm 1991.